# 阿特金森 (北卡羅萊納州)
阿特金森（英語：Atkinson）是一個位於美國北卡羅萊納州彭德縣的城鎮。

## 人口
根據2020年美國人口普查的數據，阿特金森的面積為2.56平方千米，皆為陸地。當地共有人口296人，而人口密度為每平方千米116人。